# 이극용
이극용(李克用, 856년 10월 24일(음력 9월 22일) ~ 908년 2월 23일(음력 1월 19일))은 설연타 지도자 이국창 (李國昌)의 아들로서 중국 당나라말기 돌궐계 사타족(沙陀族) 출신의 최대 군벌이자 군사지도자이다. 자는 익성이다. 후당의 건국자 이존욱은 그의 아들이며, 그에 의해 태조(太祖) 무제(武帝)라 추증받았다. 훗날 명종(明宗)이 된 이사원의 의부(義父)이기도 하다. 당나라 말기 갈가마귀군(鴉軍)이라 불리는 정예병을 이끌고 황소의 난을 평정하는 최대의 공적을 세워 당나라 조정으로부터 진왕(晉王)에 봉해졌다. 이후 동료이자 라이벌인 주전충과 격렬한 권력쟁탈전을 벌였다.

## 생애
이극용의 본성은 돌궐풍으로 주야(朱邪 또는 朱耶)로, 아버지 주야적심(朱邪赤心)이 삭주자사(朔州刺史)를 지내면서 방훈의 난(龐勛)을 진압하고 방훈을 토벌한 공적을 세워 당나라 조정으로부터 당나라의 국성(國姓)을 하사받은 것이다. 주자적심은 이국창(李國昌)이라 이름을 고쳤고, 후에 손자 이존욱으로부터 소열황제(昭烈皇帝)의 시호와 의조(懿祖)의 묘호를 추증받았다.
이극용은 이국창의 3째 아들로서 어머니는 진씨(秦氏)였다. 이극용은 태어날 때부터 한쪽 눈이 작아서 그 때문에 주변에서 그를 ‘독안룡(獨眼龍)’이라 불리게 되었다. 작호(綽號)는 아아(鴉兒)이고, 군대에 있을 때 불리던 명칭은 비호자(飛虎子)였다.
이극용은 어릴 적부터 날쌔고 용맹했으며 말타기와 활쏘기에 능해 15살의 나이에 전쟁에 참가했다. 당나라 정부에서는 그를 사타 부병마사(副兵馬使)로 임명하였다. 878년 대북(代北;현재의 산서성 북부)이 기근에 휩싸였다. 대동(大同)방어사 단문초(段文楚)는 식량과 관련하여 병사들을 엄히 법으로 다스려 병사들의 원한을 샀다. 이극용은 단문초를 살해하고 880년 다시 하동절도사 강전규(康傳圭)를 살해하고 태원을 점령했으나 당나라군에게 패해 북으로 도망쳤었다.
881년 당나라 정부는 이극용부자의 죄를 용서해주고 대신 황소의 토벌을 맡겼다. 황소는 장안(長安)을 점령하고 황제를 칭하면 제(齊)나라를 건국하였다. 이극용은 용병(用兵)의 천재로서 온몸을 검은 색 복장으로 통일된 정예부대를 이끌었는데, 모두들 "검은 갈가마귀 군대(黑鴉軍)" 혹은 갈가마귀군(鴉軍)이라는 별명으로 불리며, 주위로부터 그 용맹함에 두려움을 느꼈다.
882년 이극용은 2차 조칙을 받들어 아문절도사(雁門節度使)에 임명되었고, 근왕이 되어 사타군을 다시 이끌고 남하하여 황소군과 대치하여 883년 황소군을 격파했고, 황소는 장안에서 물러났다. 이극용은 장안수복의 최대공로자가 되어 그 공적으로 하동절도사(河東節度使;태원(太原)을 중심으로 한 일대)로 승격되었다. 하지만 아직 황소군은 건재했고 선무절도사(宣武節度使) 주전충등 각 진(鎭)은 독자활동을 했기에 재차 하동군에게 지원을 요청했다. 884년 이극용은 다시 하동을 남하하여 황소군을 격파하여 최종적으로 황소를 자살로 몰아넣었다.
이극용은 황소군을 격파한 후 하동으로 돌아갔고, 변주(汴州;현재 하남성 카이펑)는 주전충이 입성하여 다스리게 되었다. 이극용은 술자리에서 주전충을 모두가 보는 앞에서 치욕을 주었기에 주전충은 병사를 이끌고 하동군을 습격하는 일이 벌어졌다. 이극용은 이들을 물리치고, 태원으로 도망쳤다. 이때부터 둘의 원한은 깊어지게 되었다.
885년에 황소의 난으로 인해 실질적으로 당 황조는 멸망하고 이극용 같은 실력자가 당나라 조정의 귄위를 이용하여 패권을 다투는 시대가 되었다. 이극용의 최대의 적이자 라이벌이 있었으니 원래 황소군의 간부였다가 후에 황소를 배신하고 당나라측에 서서 공적을 세운 주온(주전충)이었다.
이극용은 전쟁에는 강했으나 정략에는 주전충에게 뒤졌고, 또한 그의 갈가마귀군도 그 용맹함이 시간이 지나면서 난폭함으로 변했기 때문에 조정의 평판은 좋지 못했다. 주전충과는 여러 번 격렬한 싸움을 되풀이하였으나, 901년 주전충이 하중(河中)을 손아귀에 넣자 중앙으로 진출이 어려워져서 태원에 갇혀지내는 신세가 되었다. 907년, 주전충에 의해 선양극이 벌어져 후량이 건국되었으나 이극용은 당연히 이것을 인정하지 않았다. 다음해 1월에 주전충 타도를 아들 이존욱에게 부탁하고 병사했다. 향년 53세였다.

## 일화
이극용은 당대 제일의 군벌로써 짧은 시기 당나라 정부를 위해 많은 공을 세워 소영웅으로 평가받았다.

### 이극용 독수리사건
원래 이름은 이극용 전사비조(李克用箭射飛雕)이다. 풀이하자면 활을 쏘아 날아가는 독수리를 맞추었다는 것을 이야기하고 있다. 이와 관련된 고사는 <<잔당오대사연의전>>(殘唐五代史演義傳) 제9회 <<극용전복주덕위>>(克用箭服周德威)에서였다. 그외 백복이 만든 <<이극용전사쌍조>>(李克用箭射雙雕)가 있고, 경극 <<주렴채>>(朱簾寨)중에 나오기도 한다.
내용을 보면 당나라 조정의 요청을 받은 이극용은 출정하여 황소군을 토벌할 때 주렴채에 도착했다. 이때 황소군 장수인 주덕위가 막아섰다. 이극용은 익히 소문으로 주덕위의 명성을 들었으므로 말을 몰아 그와 대결을 펼쳤다. 둘이 서로 싸우기를 100여합에 이르렀지만 승부가 나지않자, 이극용은 제안을 했다.
"만약 저 하늘위를 날고 있는 독수리를 쏘아 맞춘다면 내가 이긴 것이다." 라고 말했고, 주덕위는 그렇게 되면 항복하겠다고 했다. 이극용은 능숙하게 활을 쏘아 독수리를 맞추었다. 오랫동안 수렵생활을 보낸 이극용에게 높은 하늘에서 날고 있는 독수리를 쏘는 건 해볼 만한 일이었다. 이극용의 신기에 가까운 활솜씨에 놀란 주덕위는 즉시 말에서 내려 항복했다. 이렇게 하여 이극용은 화살 하나로 명장으로 소문난 주덕위를 자신의 휘하로 삼을 수 있었다.
이 얘기의 원전은 <<구오대사-무황기상>>(舊五代史‧武皇紀上)에 기재되어 있고, <<신오대사-당본기제4>>(新五代史‧唐本紀第四)에도 그와 같은 이야기가 있다.

### 3개의 화살
이극용과 아들 이존욱사이에 전해진 가장 유명한 고사이다. 송나라 초기 왕우칭(王禹偁)이 <<오대사궐문>>(五代史闕文)에 기록하였는데, 이극용이 죽을 때 3개의 화살을 이존욱에게 주면서 이야기했다.
유인공부자가 나를 배신하고, 거란의 야율아보기 또한 나와의 맹약을 배신했다. 주량(주전충을 말함)은 나에겐 원수와도 같은 존재이다. 내가 너에게 주는 3개의 화살 중 첫 번째는 유인공에게, 두 번째는 거란에게, 세 번째는 주전충을 멸망시킬 때 각각 사용하거라. 이것이 내가 희망하는 소원이다.

## 가족관계

### 조부모와 부모
- 조부 : 의조(懿祖) 소열황제(昭烈皇帝) 주야집의(朱邪執宜)
- 조모 : 소열황후(昭烈皇后) 최씨(崔氏)
- 부친 : 헌조(獻祖) 문경황제(文景皇帝) 이국창(李國昌)
- 모친 : 문경황후(文景皇后) 진씨(秦氏)

### 후비
| 봉호           | 시호               | 이름(성씨) | 별칭                                                                                   | 생몰년도      | 비고                                      |
| -------------- | ------------------ | ---------- | -------------------------------------------------------------------------------------- | ------------- | ----------------------------------------- |
| 국부인(國夫人) | 정간황후(貞簡皇后) | 조씨(曹氏) | 진국부인(晉國夫人) 황태후(皇太后)                                                      | 854년 ~ 925년 |                                           |
| 국부인(國夫人) |                    | 유씨(劉氏) | 진국부인(秦國夫人) 황태비(皇太妃)                                                      | ? ~ 925년     | 태조 이극용의 정실. 황후로 추존되지 않음. |
| 부인(夫人)     |                    | 진씨(陳氏) | 위국부인(魏國夫人) 지원(智願) 건법대사(建法大師) 원혜태사(圓惠大師) 광국태사(光國大師) |               | 당 소종의 후궁. 이극용 사후 출가함.       |
| 부인(夫人)     |                    | 장씨(張氏) |                                                                                        |               | 이광주(李匡籌)의 처.                      |

### 왕자
| -  | 봉호       | 시호 | 이름           | 생몰년도      | 생모          | 별칭 | 비고                         |
| -- | ---------- | ---- | -------------- | ------------- | ------------- | ---- | ---------------------------- |
| 1  | 진왕(晉王) |      | 이존욱(李存勗) | 885년 ~ 926년 | 정간황후 조씨 |      | 후당의 초대 황제 장종(莊宗). |
| 2  | 영왕(永王) |      | 이존패(李存霸) | ? ~ 926년     | 정간황후 조씨 |      |                              |
| 3  | 옹왕(邕王) |      | 이존미(李存美) |               |               |      |                              |
| 4  | 설왕(薛王) |      | 이존례(李存禮) |               |               |      |                              |
| 5  | 신왕(申王) |      | 이존악(李存渥) | ? ~ 926년     | 정간황후 조씨 |      |                              |
| 6  | 목왕(睦王) |      | 이존예(李存乂) | ? ~ 926년     |               |      |                              |
| 7  | 통왕(通王) |      | 이존학(李存确) | ? ~ 926년     |               |      |                              |
| 8  | 아왕(雅王) |      | 이존기(李存紀) | ? ~ 926년     | 정간황후 조씨 |      |                              |
| 9  |            |      | 이정란(李廷鸞) | ? ~ 902년     |               |      |                              |
| 10 |            |      | 이낙락(李落落) | ? ~ 896년     |               |      |                              |
| 11 |            |      | 이존구(李存矩) | ? ~ 917년     |               |      |                              |

### 왕녀
| - | 봉호(공주)             | 시호 | 이름 | 생몰년도      | 생모          | 부마                           | 별칭                   | 비고             |
| - | ---------------------- | ---- | ---- | ------------- | ------------- | ------------------------------ | ---------------------- | ---------------- |
| 1 | 복경장공주(福慶長公主) |      |      | 873년 ~ 932년 | 정간황후 조씨 | 촉 고조(蜀高祖) 맹지상(孟知祥) | 경화장공주(瓊華長公主) | 후촉의 추존황후. |
| 2 | 요영장공주(瑶英長公主) |      |      |               |               | 장연쇠(張延釗)                 |                        |                  |
| 3 | 공주(公主)             |      |      |               |               | 왕업(王鄴)                     |                        |                  |
| 4 | 공주(公主)             |      |      |               |               | 왕욱(王郁)                     |                        |                  |
| 5 | 공주(公主)             |      |      |               |               | 왕가(王珂)                     |                        |                  |

### 양자
- 침주자사(郴州刺史) 이존신(李存信) (862년 ~ 902년) - 본명은 장오락(張污落)이다.
- 자주절도사(磁州節度使) 이존효(李存孝) (? ~ 894년) - 본명은 안경사(安敬思)이다.
- 대동군절도사(大同軍節度使) 이존장(李存璋) (? ~ 922년) - 자는 덕황(德璜)이다.
- 이존질(李存質)
- 이존호(李存顥) (? ~ 908년)
- 이존실(李存實)
- 진왕(秦王) 이존심(李存審) (862년 ~ 924년) - 본명은 부존(符存)이고, 자는 덕상(德祥)이다. 사후에 본성 부씨로 환성함.
- 이존경(李存敬)
- 진무절도사(振武節度使) 이존진(李存進) (855년 ~ 922년) - 본명은 손중진(孫重進)이다.
- 울주자사(蔚州刺史) 이존현(李存賢) (860년 ~ 925년) - 본명은 왕현(王賢)이고, 자는 자량(子良)이다.
- 이존정(李存貞)
- 이존유(李存儒) - 본명은 양파아(楊婆兒)이다.
- 천평절도사(天平節度使) 이사원(李嗣源) - 본명은 막길렬(邈佶烈). 후당의 제2대 황제 명종(明宗).
- 진무절도사(振武節度使) 이사본(李嗣本) (? ~ 916년) - 본성은 장씨(張氏)이다.
- 이사은(李嗣恩) (? ~ 918년) - 본성은 낙씨(駱氏)이다.

## 같이 보기
- 이국창
- 이존욱
- 이사원
- 이종후